# لاجة (قلنسية)

تعديل مصدري - تعديل

لاجة هي إحدى قرى عزلة قلنسية وعبد الكوري بمديرية قلنسية وعبد الكوري التابعة لمحافظة أرخبيل سقطرى، بلغ تعداد سكانها 45 نسمة حسب تعداد اليمن لعام 2004.